# Proširivanje
Proširivanje ili izbušivanje je postupak bušenja svrdlom većeg promjera od promjera već postojeće rupe (provrta). Proširivanja se može obaviti više puta, ali je preporučljivo da promjer svake sljedeće veće rupe bude između 50% do 100% veći od prethodne rupe. Alat koji se pritom koristi je svrdlo, kao i pri bušenju. Glavno gibanje je kontinuirano kružno, a posmično gibanje je pravolinijsko kontinuirano, te se oba gibanja izvode istodobno. Ako se obrada izvodi na bušilici sva gibanja izvodi alat. Proširivanje se koristi kada je potrebno izraditi provrt velikoga promjera gdje je zbog režima obrade nemoguće ostvariti provrt željenog promjera samo s jednim bušenjem. Pri izbušivanju mogu se postići sve tolerancije hrapavosti površine, od grubih pa do finijih.

## Proširivač
Proširivač se koristi za proširivanje provrta. Proširivač se sastoji od radnog dijela, vrata i drške. Radni dio se sastoji od reznog dijela i dijela za vođenje. Rezni dio proširivača se sastoji iz jezgre i 3 ili 4 oštrice. Svaka oštrica je nastala presjekom prednje površine i leđne površine. Kut vrha proširivača ima 3 ili 4 utora i vodilice, koje omogućavaju pravilno vođenje proširivača i osiguravaju veću točnost strojne obrade. Proširivači prema obliku provrta koji se obrađuje mogu biti: valjkasti, konusni i kombinirani. Za proširivanje provrta većih promjera koriste se nasadni proširivači i proširivači s pločicom od tvrdog metala.
Proširivači služe za proširenje postojećih provrta, za obradu udubljenih ili izbočenih ležišta na glavinama kotača, zupčanika, remenica i kućišta, za obradu sjedišta za upuštene matice i glavice zakovica, za obradu ventilnih sjedišta, za skidanje oruba izbušenih ili odlitih rupa i slično. S obzirom na ovu raznolikost upotrebe postoji i raznolikost u obliku alata. Konstrukcija alata često predviđa posebno vođenje za postizavanje točne obrade. 
Za proširenje rupa služi cilindrični oblik upuštala sa spiralnim utorima. Prednji krajevi zubaca zakošeni su pod 30˚ kako pokazuje slika. Od spiralnog svrdla razlikuje se po većem broju utora i videćih fazeta, što osigurava bolje vođenje i točniju obradu. Manji alati prave se s 3, a veći s 4 zupca. Nagib zavojnice prema osi iznosi općenito od 20 do 30˚, nagib zavojnice većih nasadnih upuštala samo od 12 do 15˚. Zupci se redovito izvode kao desnorezni, a zavojnice kao lijevovojne. Prednji kut zubaca γ je za obradu metalnih materijala 0˚, a stražnji kut α od 5 do 8˚. Brzine rezanja spiralnih upuštala odabiru se redovito niže nego brzine spiralnih svrdala, da se očuva alat od prečesta oštrenja.

## Bušenje
Bušenje je način strojne obrade odvajanjem čestica kojim se posebnim alatom (svrdlom) izrađuju valjkaste (cilindrične) rupe u obratku. Alat obavlja glavno rotacijsko gibanje i pravocrtno posmično gibanje (posmak) koje mora biti u smjeru osi vrtnje (rotacije). Bušenje je povezano s predradnjom zabušivanja i naknadnim operacijama proširivanja, upuštanja, razvrtanja i izbušivanja.